# 伊凡四世
伊凡四世·瓦西里耶维奇（俄语：Иван IV Васильевич；1530年8月25日—1584年3月28日），外號伊凡雷帝（Иван Грозный），俄羅斯沙皇國的開創者。留里克王朝君主，俄国历史上的第一位沙皇。1533年至1547年为莫斯科大公。1547年至1584年为沙皇，在位時幾乎所有錢財都耗費於戰爭上：1552年攻陷喀山汗國象徵帝國第一次向傳統羅斯諸國外領土的擴張；1558年發動戰爭意圖奪得波羅的海更多沿海領土，擴張時被瑞典帝國和波蘭-立陶宛聯合抵擋，結果伊凡直到1584年離世前與對方簽約，放棄戰時帝國奪取的所有土地。

## 早年
1530年8月25日，伊凡四世出生。他的母亲叶连娜·格林斯卡娅是立陶宛贵族格林斯基和塞尔维亚贵族安娜·雅克西奇(Jakšić )的女儿，嫁给了年近50仍未有子嗣的瓦西里三世之后，终于生下了继承人。
1533年，瓦西里三世去世，遗诏由伊凡四世的母親叶莲娜同七位大贵族组成摄政会议，在伊凡四世成年之前代理朝政。但叶莲娜很快就与许多大贵族水火不容，她废除了摄政会议，独揽大权。1538年，叶莲娜猝然离世，据传为政敌所毒死。叶莲娜死后，她的兄弟格林斯基击败政敌，继续控制朝政。

## 加冕即位

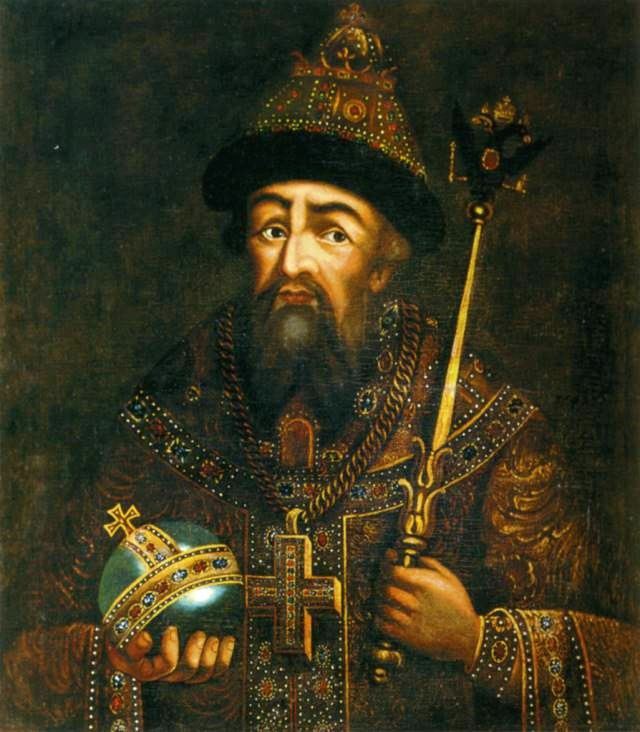
俄羅斯國家歷史博物館伊凡四世畫像

1547年，伊凡正式加冕。同年，格林斯基在一次大火灾引起的民变中被打死，伊凡四世正式走上歷史舞台，以他独特的方式统治这个国家。
1547年开始，伊凡四世实行独裁的集權统治。对内政策的方针是反对大贵族分立主义，具体表现在1565年建立了沙皇特辖区制（见特辖军），给贵族势力很大的打击。伊凡四世打破了领主政体对沙皇的一切权力限制，而在他以前的大公往往权力很小，受领主们很多限制，但傳位至伊凡四世時消除了领主政体，建立沙皇专制政体，打击地方割据势力，统一俄罗斯，建立了中央集权。
对外政策方面，伊凡四世开始了俄罗斯对外的扩张。在1547至1552年的远征中灭亡了喀山汗國，是俄罗斯历史上重大的转折点，象徵此后俄罗斯的力量比蒙古人強大，并为俄罗斯越过乌拉尔山脉併吞地域辽阔的西伯利亚鋪平道路。
1549年，伊凡四世召开缙绅会议，编纂新法典。1549至1560年对中央和地方的政治、行政、法律、财政、军队、宗教等方面进行改革。伊凡四世的政府竭力巩固专制政权，强化国家中央集权。执政时期，制订了第一部军队条令—《贵族屯扎和守备勤务会议决议》，其军事改革的基本内容，是完善军事指挥体系，建立常备军，整顿俄国地方部队的勤务和调整俄国边境守备与屯扎勤务。这次改革直接动因是16世纪上半期国内各种社会矛盾导致阶级矛盾的激化，伊凡四世的军事改革奠定了俄国正规军的基础，使俄罗斯沙皇国走向强大。
1556年，阿斯特拉罕汗国也被吞并，然后又吞并了诺盖人和巴什基尔人，使北高加索许多民族归顺俄罗斯；伊凡四世时期，俄罗斯开始成为多民族国家。到1555年，西伯利亚汗国也臣服于伊凡，往后俄国于17世纪征服整个西伯利亚地区。
1572年，粉碎了被称为“奥斯曼土耳其之鞭”的克里米亚汗国政权。当时鄂圖曼帝国处于鼎盛时期，前进入侵的阴影笼罩着整个东欧，而粉碎克里米亚汗国是给奥斯曼土耳其的迎头痛击，挫败了奥斯曼土耳其统治俄罗斯及东欧的图谋。沙皇伊凡四世1575年封西美昂·贝克布拉托维奇为“全罗斯大公”（拉攏他對抗克里米亚汗国），西美昂·贝克布拉托维奇在11个月后又让位给伊凡四世。伊凡四世这么做可能是为了增加对各蒙古汗国统治的合法性，也可能是想表明自己是成吉思汗在欧洲和亚洲的帝国正统继承人。
1584年3月28日，伊凡四世坐在床上與一位世襲貴族下了一盤國際象棋。在比賽開始前，伊凡還親自把所有的棋子擺在了棋盤上，但他已放不穩「國王」，只得靠僕人的幫助。幾分鐘後，伊凡中风暈倒，隨後溘然長逝。

## 沙皇起源

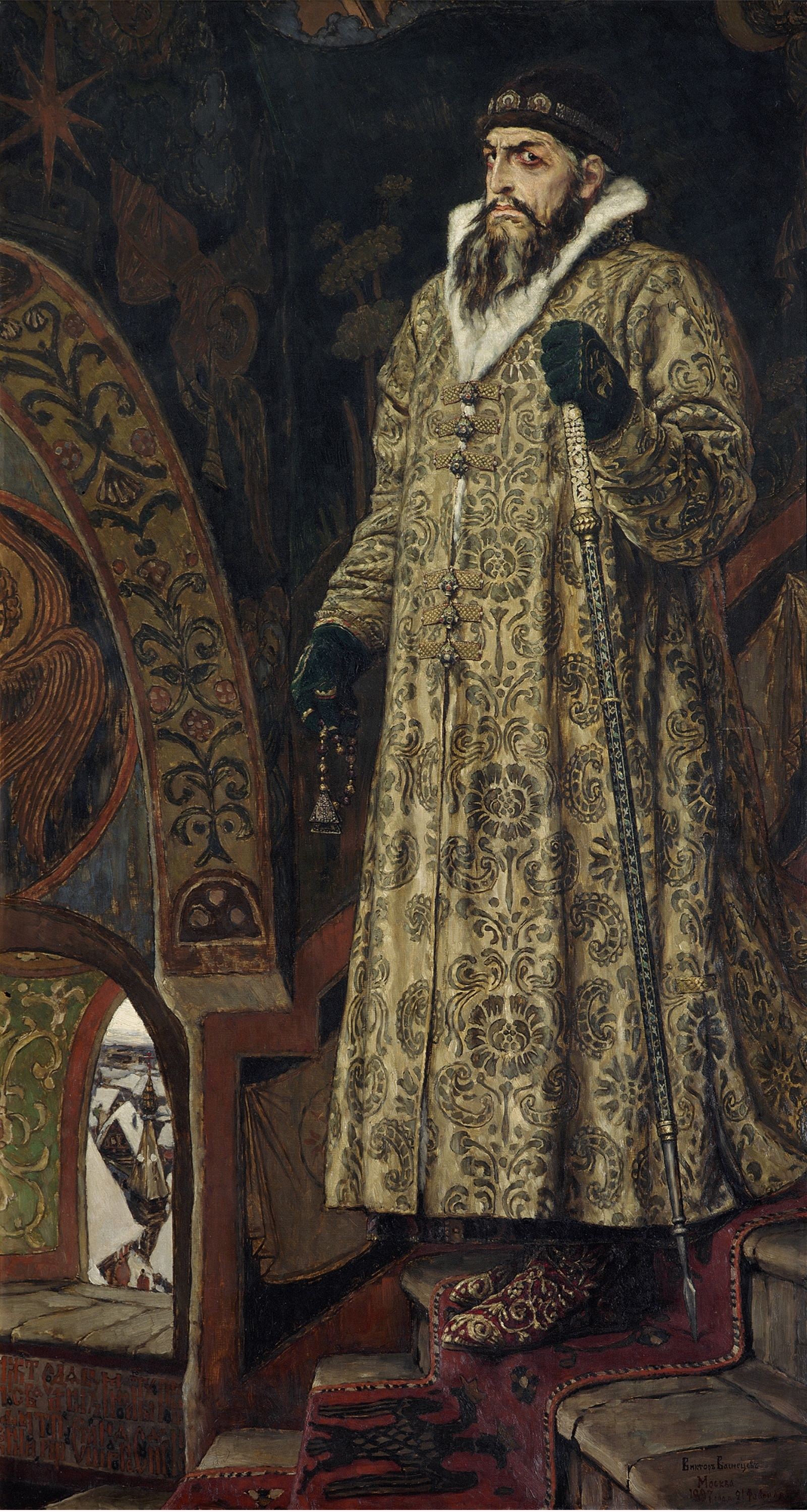
伊凡四世的肖像畫，1897年由「俄國文藝復興運動」的名畫家维克托·瓦斯涅佐夫繪製

“沙皇”，即“царь”，為“凱撒”的俄语发音，此称号来自伊凡三世（在俄罗斯又被尊称为伊凡大帝）。早期罗斯人认为东罗马帝国是罗马帝国的继承人，是世界的中心。罗斯人称东罗马帝国的君主为“沙皇”，而认为基辅罗斯诸公国的大公们是东罗马沙皇的大臣，另一方面，他们也称呼《旧约聖經》故事中的領袖們为沙皇。
在蒙古金帐汗国（1242—1502年）的统治时代，转而尊称金帐汗国大汗为“沙皇”，俄罗斯大公是蒙古“沙皇”（即蒙古大汗）的大臣。强盛的金帐汗国大汗还娶了拜占庭的公主为皇后，但随着金帐汗国在15世纪末期的衰落，俄罗斯人不乐意再尊称蒙古大汗为沙皇，但始终不敢正式自称為沙皇。
1547年，伊凡四世发表重大演說，要亲政并正式自称沙皇。从此，伊凡四世成為第一位沙皇，莫斯科公国（1263—1547年）改为俄罗斯沙皇国，俗称沙皇俄国。伊凡四世一生取得许多令人惊讶的非凡成就，他使俄罗斯沙皇国（1547—1721年）跻身欧洲强国之林。

## 历史评价
对于伊凡四世时代刚刚实现了独立和统一的俄国来说，國家有两种走向，一是在松散的大贵族自治下组成国家，二是使国家权力中央集权化。伊凡四世的极端措施基本都可以解释为维护國家统一和中央集权的需要，这使残暴的伊凡四世，仍然被认为是一代杰出的鐵腕沙皇，並在俄人心中留下英明雄偉的形象，尊稱他令人敬畏的伊凡。
伊凡雷帝使分裂的封建制度下貴族的權力消弱，統一了俄羅斯的各公國，建立了君主專制，攻滅蒙古金帳汗國的殘餘勢力，如喀山汗國、阿斯特拉汗國，且他為進入西伯利亞和烏拉爾山打開了通路，並削弱了鄂圖曼土耳其，繼承了東羅馬帝國成為俄羅斯第一位沙皇。
在伊凡四世治下，领主政体被取消，专制主义中央集权制度确立，统一的俄罗斯得以完成扩张成为地区大国，但他的政治手腕颇为冷酷残忍，因此也被西歐史學家称作恐怖伊凡。1560年他心爱的妻子安娜斯塔西婭·羅曼諾夫娜死后，伊凡四世对宫廷官员疑神疑鬼。他突然出走俄罗斯，到1565年才返回并建立了“非常行政区”，掌握处理恶人和叛徒的唯一大权。伊凡四世创立了「特辖军」，穿黑衣骑黑马的特辖军成为他法外统治的特殊工具。特辖区不断扩张，最后竟达全国的一半，区内的私人财产遭到没收。估计有四千至一万贵族被杀；古老的领主家庭中存活的仅有九家，大部分土地也被充公；莫斯科主教菲利普（Philip）因谴责伊凡四世的残酷统治而被勒死；甚至二子費奧多爾一世都受其害。

## 皇室

### 皇后
1. 安娜斯塔西娅·罗曼诺夫娜（Anastasia Romanovna）1547年成婚，1560年遭毒殺。有三子三女。
2. 瑪麗亞·捷姆鲁戈夫娜（俄语：Мария Темрюковна）（Maria Temryukovna）1561年成婚，1569年薨。生下瓦西里·伊萬諾維奇。
3. 玛法·索巴吉娜（俄语：Собакина, Марфа Васильевна）（Marfa Sobakina）1571年成婚，兩周後遭毒殺。
4. 安娜·科尔托夫斯卡亚（俄语：Колтовская, Анна Алексеевна）（Anna Koltovskaya）1572年成婚，兩年後被廢，出家。
5. 安娜·瓦希尔施科娃（俄语：Васильчикова, Анна Григорьевна）（Anna Vasilchikova）1575年成婚，不久被廢，出家。
6. 瓦西麗莎·梅倫捷娃（Vasilisa Melentyeva）可能為虛構人物。
7. 瑪麗亞·多尔戈茹卡亚（俄语：Долгорукая, Мария）（Maria Dolgorukaya）新婚之夜死亡，據稱頭骨凹陷，可能為虛構人物。
8. 瑪麗亞·娜加婭（Maria Nagaya）1581年成婚，生下烏格里奇的德米特里，兒子死後被迫出家，之後因偽德米特里一世的出現而冒充其母短暫還俗。

### 皇子

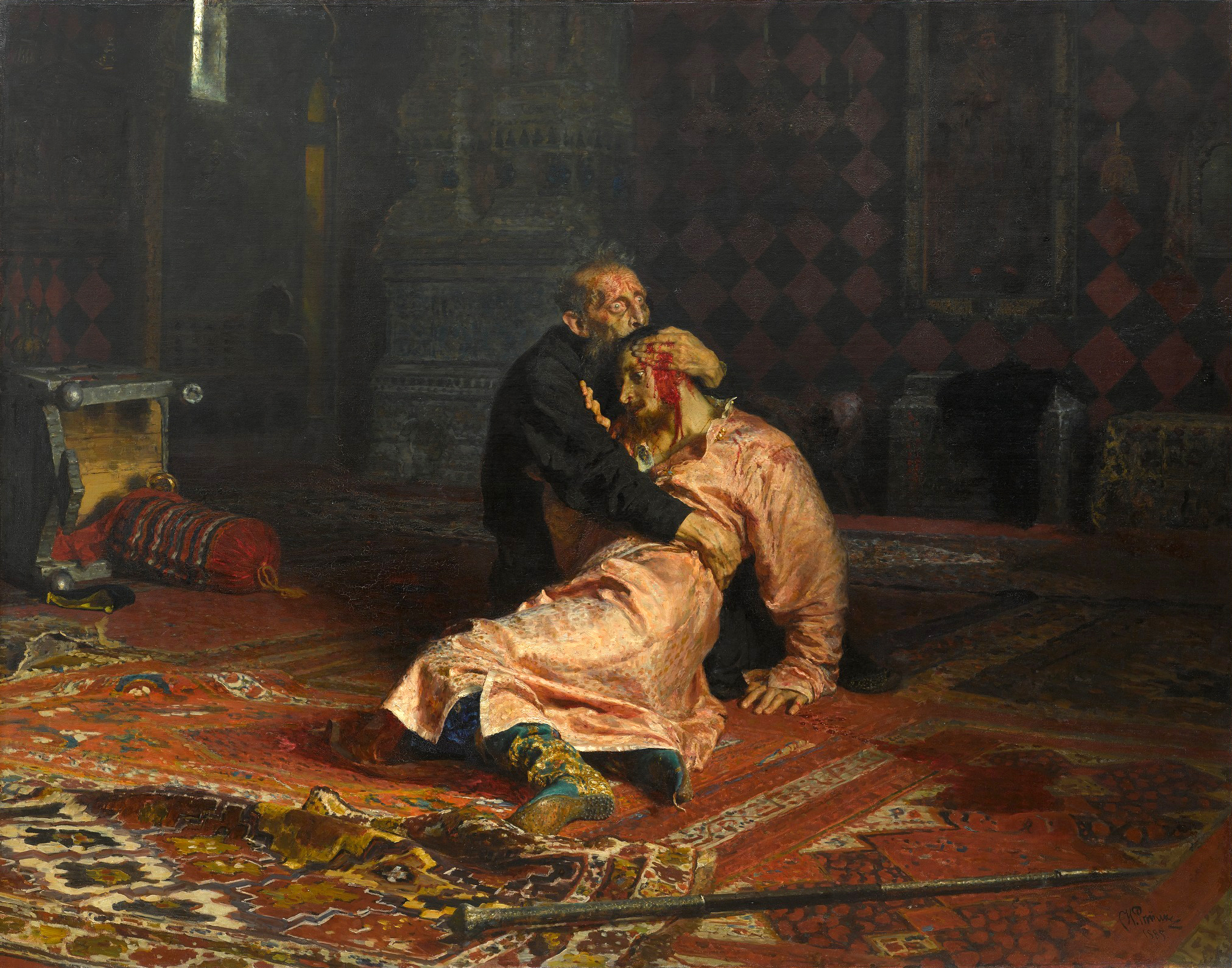
《伊凡雷帝殺子》，19世紀画家伊利亚·叶菲莫维奇·列宾在1885年繪製。

1. 德米特里·伊万诺维奇（1552年－1553年）母安娜斯塔西娅
2. 伊凡·伊万诺维奇（1554年－1581年）母安娜斯塔西娅，1581年被父皇錯殺。著名画家列宾曾以为题，创作了名画《伊凡雷帝殺子》。
3. 費奧多爾一世（1557年－1598年），母安娜斯塔西娅
4. 瓦西里·伊万诺维奇（1563年生，兩月殤）母瑪麗亞·捷姆鲁戈夫娜
5. 德米特里·伊万诺维奇（1582年－1591年）母瑪麗亞·娜加婭，又稱「烏格里奇的德米特里」，於8歲時離奇身亡。此後出現了許多冒用其身份的偽德米特里。

### 皇女
三位公主皆早殤。
1. 安娜·伊万诺夫娜（1548年－1550年）母安娜斯塔西娅
2. 玛丽亚·伊万诺夫娜（1551年生）母安娜斯塔西娅
3. 欧多西亚·伊万诺夫娜（1556年－1558年）母安娜斯塔西娅